# Campeonato Universal del CMLL (2012)
El Campeonato Universal 2012 fue la cuarta edición del Campeonato Universal del CMLL, un torneo de lucha libre profesional producido por el Consejo Mundial de Lucha Libre. Tuvo lugar del 17 de agosto al 31 de agosto de 2012 desde la Arena México en la Ciudad de México.

## Desarrollo
El torneo para elegir ganador se decidirá por medio de una competición con formato de eliminación directa, donde El Terrible resultó ser el ganador de la primera eliminatoria, la cual se realizó el 17 de agosto. En la segunda eliminatoria realizada el 24 de agosto, Hiroshi Tanahashi se alsó con la victoria tras vencer a Volador, Jr.. La final del torneo se llevó a cabo desde "La Catedral de la Lucha Libre", la majestuosa Arena México el 31 de agosto de 2012, donde El Terrible derrotó a Hiroshi Tanahashi en un Two Out of Three Falls Match, convirtiéndose así en el cuarto campeón de este torneo.

## Participantes
| Luchador:         | Campeonato:                                                                           |
| ----------------- | ------------------------------------------------------------------------------------- |
| Atlantis          | Campeonato Mundial en Parejas del CMLL                                                |
| Black Warrior     | Campeonato Nacional de Tríos                                                          |
| Diamante Azul     | Campeonato Mundial en Parejas del CMLL                                                |
| Dragón Rojo, Jr.  | Campeonato Mundial de Peso Medio del CMLL                                             |
| El Terrible       | Campeonato Mundial de Peso Completo del CMLL                                          |
| Hiroshi Tanahashi | Campeonato Peso Pesado de la IWGP                                                     |
| La Máscara        | Campeonato Nacional de Peso Semicompleto                                              |
| Marco Corleone    | Campeonato Mundial de Tríos del CMLL                                                  |
| Máscara Dorada    | Campeonato Mundial de Peso Wélter del CMLL                                            |
| Máximo            | Campeonato Mundial de Tríos del CMLL                                                  |
| Mr. Águila        | Campeonato Nacional de Tríos                                                          |
| Negro Casas       | Campeonato Mundial Histórico de Peso Wélter de la NWA                                 |
| Pólvora           | Campeonato Nacional de Peso Wélter                                                    |
| Rey Bucanero      | Campeonato Mundial Histórico de Peso Semicompleto de la NWA                           |
| Rush              | Campeonato Mundial de Tríos del CMLL Campeonato Mundial de Peso Semicompleto del CMLL |
| Volador, Jr.      | Campeonato Nacional de Tríos                                                          |

## Torneo
|  | Primera ronda     | Primera ronda     | Primera ronda     |                |      | Cuartos de final | Cuartos de final  | Cuartos de final  |   |  | Semifinales | Semifinales | Semifinales |   |  | Final | Final | Final |  |
|  |                   |                   |                   |                |      |                  |                   |                   |   |  |             |             |             |   |  |       |       |       |  |
|  |                   |                   |                   |                |      |                  |                   |                   |   |  |             |             |             |   |  |       |       |       |  |
|  | Black Warrior     |                   |                   |                |      |                  |                   |                   |   |  |             |             |             |   |  |       |       |       |  |
|  |                   |                   |                   |                |      |                  |                   |                   |   |  |             |             |             |   |  |       |       |       |  |
|  | Máscara Dorada    | Máscara Dorada    | W                 |                |      |                  |                   |                   |   |  |             |             |             |   |  |       |       |       |  |
|  | Máscara Dorada    | Máscara Dorada    | W                 | Máscara Dorada |      |                  |                   |                   |   |  |             |             |             |   |  |       |       |       |  |
|  |                   |                   |                   |                |      |                  |                   |                   |   |  |             |             |             |   |  |       |       |       |  |
|  |                   |                   | El Terrible       | El Terrible    | W    |                  |                   |                   |   |  |             |             |             |   |  |       |       |       |  |
|  | El Terrible       | El Terrible       | El Terrible       | El Terrible    | W    | W                |                   |                   |   |  |             |             |             |   |  |       |       |       |  |
|  | El Terrible       | El Terrible       |                   |                |      |                  |                   |                   |   |  |             |             |             |   |  |       |       |       |  |
|  | Mr. Águila        |                   |                   |                |      |                  |                   |                   |   |  |             |             |             |   |  |       |       |       |  |
|  |                   |                   |                   |                |      |                  | El Terrible       | El Terrible       | W |  |             |             |             |   |  |       |       |       |  |
|  |                   |                   |                   |                |      |                  |                   |                   | W |  |             |             |             |   |  |       |       |       |  |
|  |                   |                   | Rush              |                |      |                  |                   |                   |   |  |             |             |             |   |  |       |       |       |  |
|  | Rey Bucanero      |                   |                   |                |      |                  |                   |                   |   |  |             |             |             |   |  |       |       |       |  |
|  |                   |                   |                   |                |      |                  |                   |                   |   |  |             |             |             |   |  |       |       |       |  |
|  | Rush              | Rush              | W                 |                |      |                  |                   |                   |   |  |             |             |             |   |  |       |       |       |  |
|  | Rush              | Rush              | W                 |                | Rush | Rush             | W                 |                   |   |  |             |             |             |   |  |       |       |       |  |
|  |                   |                   |                   |                | Rush | Rush             | W                 |                   |   |  |             |             |             |   |  |       |       |       |  |
|  |                   |                   | Atlantis          |                |      |                  |                   |                   |   |  |             |             |             |   |  |       |       |       |  |
|  | Atlantis          | Atlantis          | W                 |                |      |                  |                   |                   |   |  |             |             |             |   |  |       |       |       |  |
|  | Atlantis          | Atlantis          | W                 |                |      |                  |                   |                   |   |  |             |             |             |   |  |       |       |       |  |
|  | Negro Casas       |                   |                   |                |      |                  |                   |                   |   |  |             |             |             |   |  |       |       |       |  |
|  |                   |                   |                   |                |      |                  |                   |                   |   |  |             | El Terrible | El Terrible | W |  |       |       |       |  |
|  |                   |                   |                   |                |      |                  |                   |                   |   |  |             |             |             | W |  |       |       |       |  |
|  |                   |                   | Hiroshi Tanahashi |                |      |                  |                   |                   |   |  |             |             |             |   |  |       |       |       |  |
|  | Hiroshi Tanahashi | Hiroshi Tanahashi | W                 |                |      |                  |                   |                   |   |  |             |             |             |   |  |       |       |       |  |
|  | Hiroshi Tanahashi | Hiroshi Tanahashi | W                 |                |      |                  |                   |                   |   |  |             |             |             |   |  |       |       |       |  |
|  | Marco Corleone    |                   |                   |                |      |                  |                   |                   |   |  |             |             |             |   |  |       |       |       |  |
|  |                   | Hiroshi Tanahashi | Hiroshi Tanahashi | W              |      |                  |                   |                   |   |  |             |             |             |   |  |       |       |       |  |
|  |                   |                   |                   | W              |      |                  |                   |                   |   |  |             |             |             |   |  |       |       |       |  |
|  |                   |                   | Diamante Azul     |                |      |                  |                   |                   |   |  |             |             |             |   |  |       |       |       |  |
|  | Diamante Azul     | Diamante Azul     | W                 |                |      |                  |                   |                   |   |  |             |             |             |   |  |       |       |       |  |
|  | Diamante Azul     | Diamante Azul     | W                 |                |      |                  |                   |                   |   |  |             |             |             |   |  |       |       |       |  |
|  | Pólvora           |                   |                   |                |      |                  |                   |                   |   |  |             |             |             |   |  |       |       |       |  |
|  |                   |                   |                   |                |      |                  | Hiroshi Tanahashi | Hiroshi Tanahashi | W |  |             |             |             |   |  |       |       |       |  |
|  |                   |                   |                   |                |      |                  |                   |                   | W |  |             |             |             |   |  |       |       |       |  |
|  |                   |                   | Volador, Jr.      |                |      |                  |                   |                   |   |  |             |             |             |   |  |       |       |       |  |
|  | Dragón Rojo, Jr.  |                   |                   |                |      |                  |                   |                   |   |  |             |             |             |   |  |       |       |       |  |
|  |                   |                   |                   |                |      |                  |                   |                   |   |  |             |             |             |   |  |       |       |       |  |
|  | La Máscara        | La Máscara        | W                 |                |      |                  |                   |                   |   |  |             |             |             |   |  |       |       |       |  |
|  | La Máscara        | La Máscara        | W                 | La Máscara     |      |                  |                   |                   |   |  |             |             |             |   |  |       |       |       |  |
|  |                   |                   |                   |                |      |                  |                   |                   |   |  |             |             |             |   |  |       |       |       |  |
|  |                   |                   | Volador, Jr.      | Volador, Jr.   | W    |                  |                   |                   |   |  |             |             |             |   |  |       |       |       |  |
|  | Máximo            |                   | Volador, Jr.      | Volador, Jr.   | W    |                  |                   |                   |   |  |             |             |             |   |  |       |       |       |  |
|  |                   |                   |                   |                |      |                  |                   |                   |   |  |             |             |             |   |  |       |       |       |  |
|  | Volador, Jr.      | Volador, Jr.      | W                 |                |      |                  |                   |                   |   |  |             |             |             |   |  |       |       |       |  |
|  | Volador, Jr.      | Volador, Jr.      | W                 |                |      |                  |                   |                   |   |  |             |             |             |   |  |       |       |       |  |
|  |                   |                   |                   |                |      |                  |                   |                   |   |  |             |             |             |   |  |       |       |       |  |